# Johnson Neck (Antarktika)
Koordinaten: 79° 27′ 0″ S, 82° 20′ 0″ W
Johnson Neck ist ein relativ niedrig liegender eisbedeckter Isthmus in der Westantarktis, der den Dott Ice Rise mit der östlichen Seite der Pioneer Heights verbindet.
Johnson Neck wurde vom United States Geological Survey im Rahmen der Erfassung der Heritage Range in den Jahren 1961–1966 durch Vermessungen vor Ort und Luftaufnahmen der United States Navy kartografiert. Das amerikanische Advisory Committee on Antarctic Names benannte den Isthmus nach Douglas J. Johnson, der 1965 als Meteorologe auf der amerikanischen Forschungsstation Byrd Station arbeitete.